# Junjik

La rivière Junjik est un cours d'eau d'Alaska, aux États-Unis située dans la  région de recensement de Yukon-Koyukuk. C'est un affluent de la rivière East Fork Chandalar, qui est un des affluents de la rivière Chandalar, elle-même affluent du  fleuve Yukon.

## Description
Longue de 65 milles (105 km), elle coule en direction du sud-est pour rejoindre la rivière East Fork Chandalar à 6 milles (10 km) au nord d'Arctic Village dans la chaîne Brooks.
Son nom indien a été référencé en 1926 par J.B. Mertie de l'United States Geological Survey.

## Sources
- (en) « Junjik », Geographic Names Information System